# ستيفن كيفان
ستيفن كيفان (بالإنجليزية: Stephen Kevan)‏ هو فيزيائي أمريكي، ولد في 1954.